# هری استون (بازیکن فوتبال، زاده ۱۸۵۵)
هری استون (انگلیسی: Harry Aston; ۲۰ اکتبر ۱۸۵۵ – ۱۹۱۴ (۵۸−۵۹ سال)) بازیکن فوتبال اهل پادشاهی متحد بریتانیای کبیر و ایرلند بود.
از باشگاه‌هایی که در آن بازی کرده‌است می‌توان به باشگاه فوتبال وست برومویچ آلبیون، باشگاه فوتبال پرستون نورث اند، باشگاه فوتبال پورت ویل، و باشگاه فوتبال ولورهمپتون واندررز اشاره کرد.